# Site historique provincial de l'Alberta

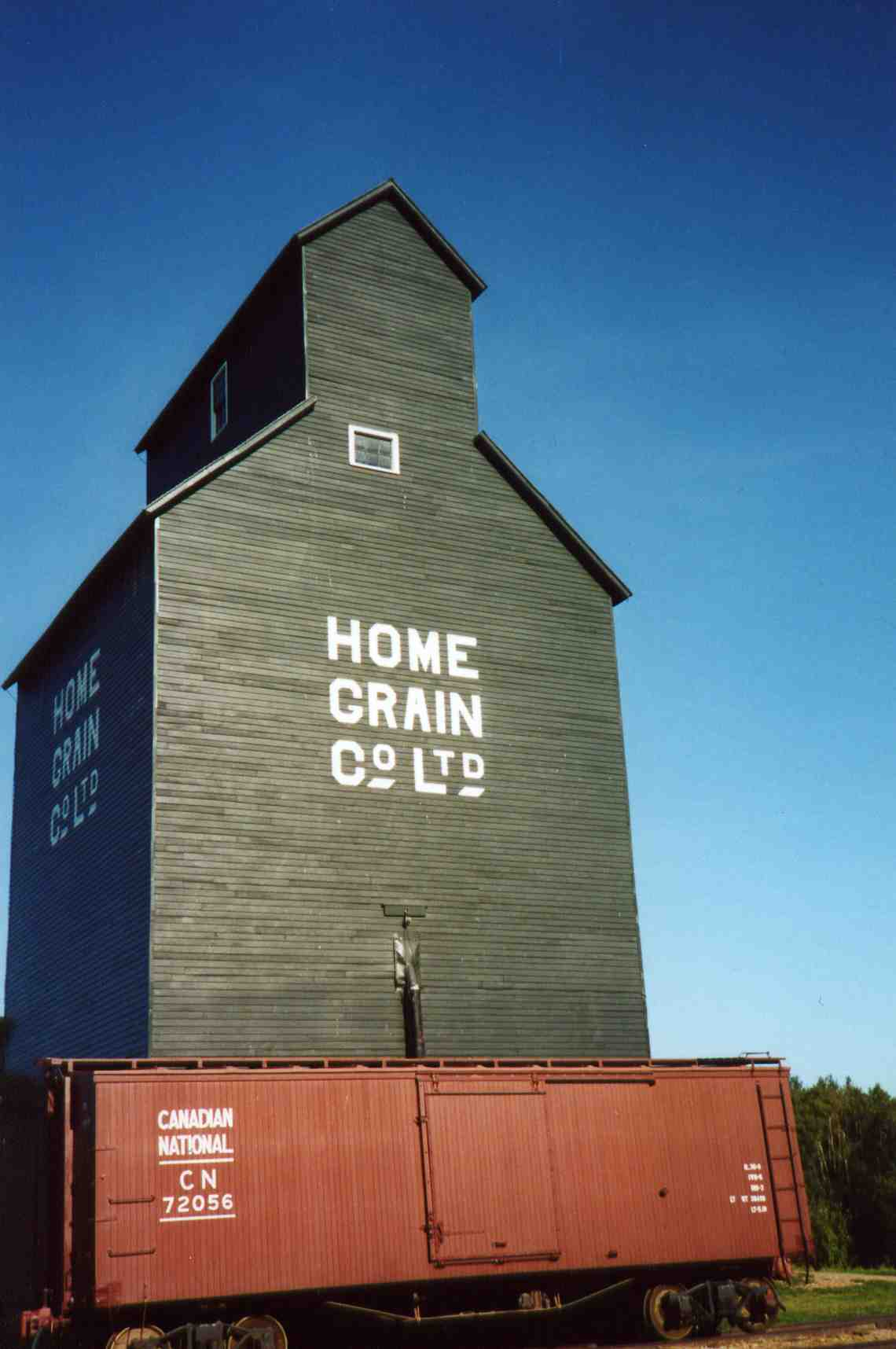
Élévateur à grain en bois au Village du patrimoine culturel ukrainien.

Les sites historiques provinciaux de l'Alberta (anglais : Provincial historic sites of Alberta) sont des musées et des sites historiques gérés par le gouvernement de l'Alberta.
Seuls les sites appartenant au gouvernement provincial et gérés comme un site historique ou un musée fonctionnel sont connus comme des sites historiques provinciaux. Les bâtiments et les sites appartenant à des particuliers et à des entreprises ou à d'autres niveaux ou branches de gouvernement peuvent obtenir l'un des deux niveaux de désignation historique, ressource historique enregistrée ou ressource historique provinciale. Une concentration de plusieurs édifices patrimoniaux peut être désignée «arrondissement historique provincial», et il existe deux de ces zones en Alberta: le centre-ville de Fort Macleod et Old Strathcona à Edmonton. La désignation historique en Alberta est régie par la Historic Resources Act. La province énumère également les bâtiments jugés historiquement importants par les gouvernements municipaux sur l'Alberta Register of Historic Places. Le programme Alberta Main Street aide à préserver les bâtiments historiques au centre-ville des petites collectivités. Le Heritage Survey Program est une enquête sur 80 000 bâtiments historiques en Alberta, sans statut de protection.

## Liste des sites historiques provinciaux
La liste officielle selon le gouvernement de l'Alberta est: 
- Aqueduc de Brooks, musée de l'irrigation près de Brooks
- Gare de Carbondale, Carbondale, AB 1913-1959 (https://www.stalberttoday.ca/local-news/carbondale-resident-uncovers-historic-tragedy-in-backyard-1852026)
- Anneaux de tipi de Carmangay - site archéologique de l' anneau de tipi à Carmangay, près de Calgary
- Père Lacombe Chapelle / Chapelle du Père Lacombe - église missionnaire construite par le père Albert Lacombe en 1861 à St. Albert
- Frank Slide Interpretive Centre - site de la tragédie des toboggans en 1903, à Frank
- Fort George et Buckingham House - poste de traite des fourrures, près d'Elk Point
- Précipice à bisons Head-Smashed-In - (également site du patrimoine mondial de l'UNESCO et lieu historique national du Canada) - Histoire des Premières nations, près de Fort Macleod
- Dunvegan historique - poste de traite des fourrures et mission, près de Fairview
- Les mines de charbon Leitch - mine de charbon, Crowsnest Pass
- Lougheed House - manoir en grès de 1891 à Calgary.
- Oil Sands Discovery Centre - exposition sur l'exploitation des sables bitumineux, Fort McMurray
- Okotoks Erratic - rocher géant laissé par les glaciers, Okotoks
- Remington Carriage Museum - collection de moyens de transport tirés par des chevaux, Cardston
- Musée Reynolds-Alberta - machinerie et transport, Temple de la renommée de l'aviation, Wetaskiwin
- Royal Alberta Museum - musée provincial officiel (anciennement Provincial Museum of Alberta), Edmonton
- Musée Royal Tyrrell - dinosaures et paléontologie, près de Drumheller
- Rutherford House - domicile du premier premier ministre de l'Alberta, Université de l'Alberta, Edmonton
- Stephansson House - maison du célèbre poète islandais Stephan G. Stephansson, près de Red Deer
- Usine à gaz de Turner Valley - site de découverte précoce de pétrole, près de Calgary
- Tyrrell Field Station - station de terrain du Tyrrell Museum, près de Brooks
- Village du patrimoine culturel ukrainien - recréation d'une ancienne colonie ukrainienne au Canada, près d'Edmonton
- Établissement de Victoria - établissement des premiers pionniers, près du lac Smoky